# İdil (district)
İdil  (Aramees: Beth Zabday of ܐܙܟ Azech). İdil is een Turks district in de provincie Şırnak en telt 67.630 inwoners (2007). Het administratieve centrum is de gelijknamige stad İdil.

## Bevolking
De bevolkingsontwikkeling van het district is weergegeven in onderstaande tabel.
| 1997   | 2000   | 2007   |
| ------ | ------ | ------ |
| 55.702 | 59.993 | 67.630 |

Beytüşşebap · Cizre · Güçlükonak · İdil · Silopi · Şırnak · Uludere